# Scionzier
Scionzier è un comune francese di 7 245 abitanti situato nel dipartimento dell'Alta Savoia della regione dell'Alvernia-Rodano-Alpi.
Si trova lungo il corso del fiume Arve nella valle omonima.
Scionzier si trova a metà strada tra Ginevra e Chamonix. La zona è raggiunta dall'Autostrada A40 che collega un numero di stazioni sciistiche note come "Grand Massif" (Flaine, Les Carroz, Samoëns, Morillon e Sixt), Ma anche Les Gets, Pras de Lys, Morzine—Avoriaz, O su Romme Cluses Il Reposoir e Monte Saxonnex.
Scionzier è anche il punto di partenza per la salita di Col de la Colombière spesso posto sul percorso del Tour de France.

## Società

### Evoluzione demografica
Abitanti censiti